# ميخائيل جوزيف جيل
ميخائيل جوزيف جيل (بالإنجليزية: Michael Joseph Gill)‏ هو سياسي أمريكي، ولد في 5 ديسمبر 1864 في كوفينغتون في الولايات المتحدة، وتوفي في 1 نوفمبر 1918 في سانت لويس في الولايات المتحدة. حزبياً، نشط في الحزب الديمقراطي. وقد انتخب عضو مجلس نواب ولاية ميسوري وانتخب عضو مجلس النواب الأمريكي.